# Helvétská republika
Helvétská republika (francouzsky République Helvétique, německy Helvetische Republik, italsky Repubblica Elvetica) byla francouzská sesterská republika, která existovala na území Švýcarska v letech 1798 až 1803, během francouzských revolučních válek. Vznikla po francouzské invazi do Švýcarska a následném rozpuštění Staré švýcarské konfederace, což znamenalo konec ancien régime ve Švýcarsku. Za dobu své existence republika začlenila většinu území moderního Švýcarska s výjimkou kantonů Ženeva a Neuchâtel a starého basilejského knížecího biskupství.
Švýcarská konfederace, která se až do té doby skládala ze samosprávných kantonů spojených volnou vojenskou aliancí (a vládnoucích nad předmětnými územími, jako byl Vaud), byla napadena francouzskou revoluční armádou a přeměněna ve spojence. Obyvatelé Helvétské republiky však hluboce nenáviděli francouzské vměšování do lokalismu a tradičních svobod, přestože došlo k některým modernizačním reformám. Odpor byl nejsilnější v tradičně římskokatolických kantonech v centrální části Švýcarska, kde na jaře 1798 vypukla ozbrojená povstání. Francouzská a helvétská armáda povstání potlačily, ale odpor proti nové vládě se v průběhu let postupně zvyšoval, protože Švýcaři nelibě nesli ztrátu místní demokracie, nové daně, centralizaci a nepřátelství vůči náboženství. Nicméně došlo k dlouhodobým dopadům nových pořádků.
Pojmenování po Helveciích, keltských obyvatelích švýcarské náhorní plošiny ve starověku, nebylo žádnou novinkou; již od 17. století byla Švýcarská konfederace v humanistické latině nazývána Confoederatio Helvetica a Helvetia, švýcarská národní personifikace, se poprvé objevila v roce 1672. Ve švýcarských dějinách představovala Helvétská republika raný pokus o ustavení centralizované vlády v zemi.

## Historie

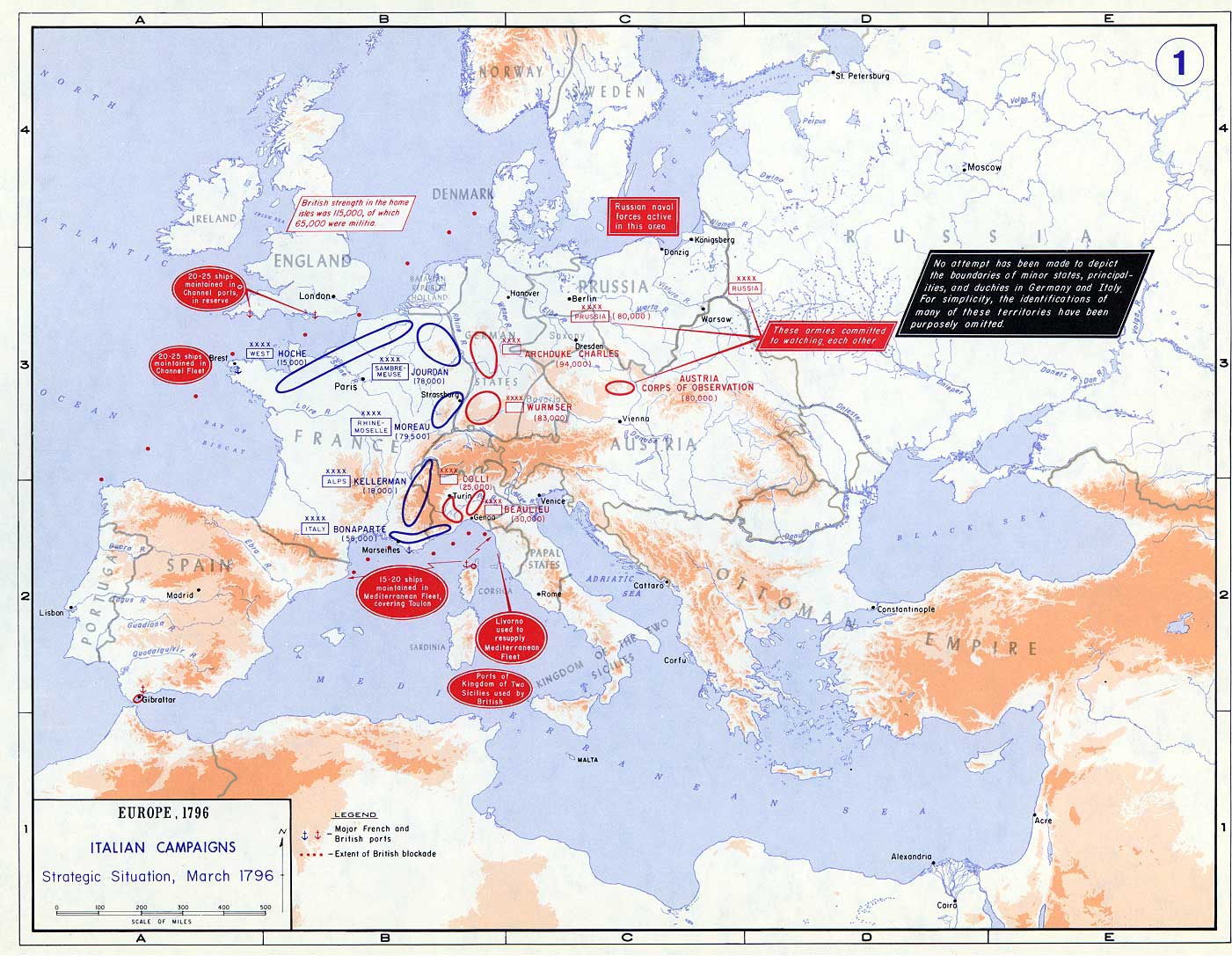
Strategická situace Evropy v roce 1796

Během francouzských revolučních válek v roce 1790 postoupily francouzské republikánské armády na východ. V roce 1793 uzavřel francouzský Národní konvent přátelství se Spojenými státy a Švýcarskou konfederací výhradou ohledně pravomocí v zahraniční politice, jinak delegovaných na Výbor pro veřejný pořádek. Situace se změnila, když roku 1795 převzal moc konzervativnější směr a když v roce 1796 Napoleon Bonaparte dobyl Severní Itálii. Francouzské republikánské armády obklopily Švýcarsko, jehož dosavadní vlastní systém vlády byl francouzskými radikály považován za feudální.

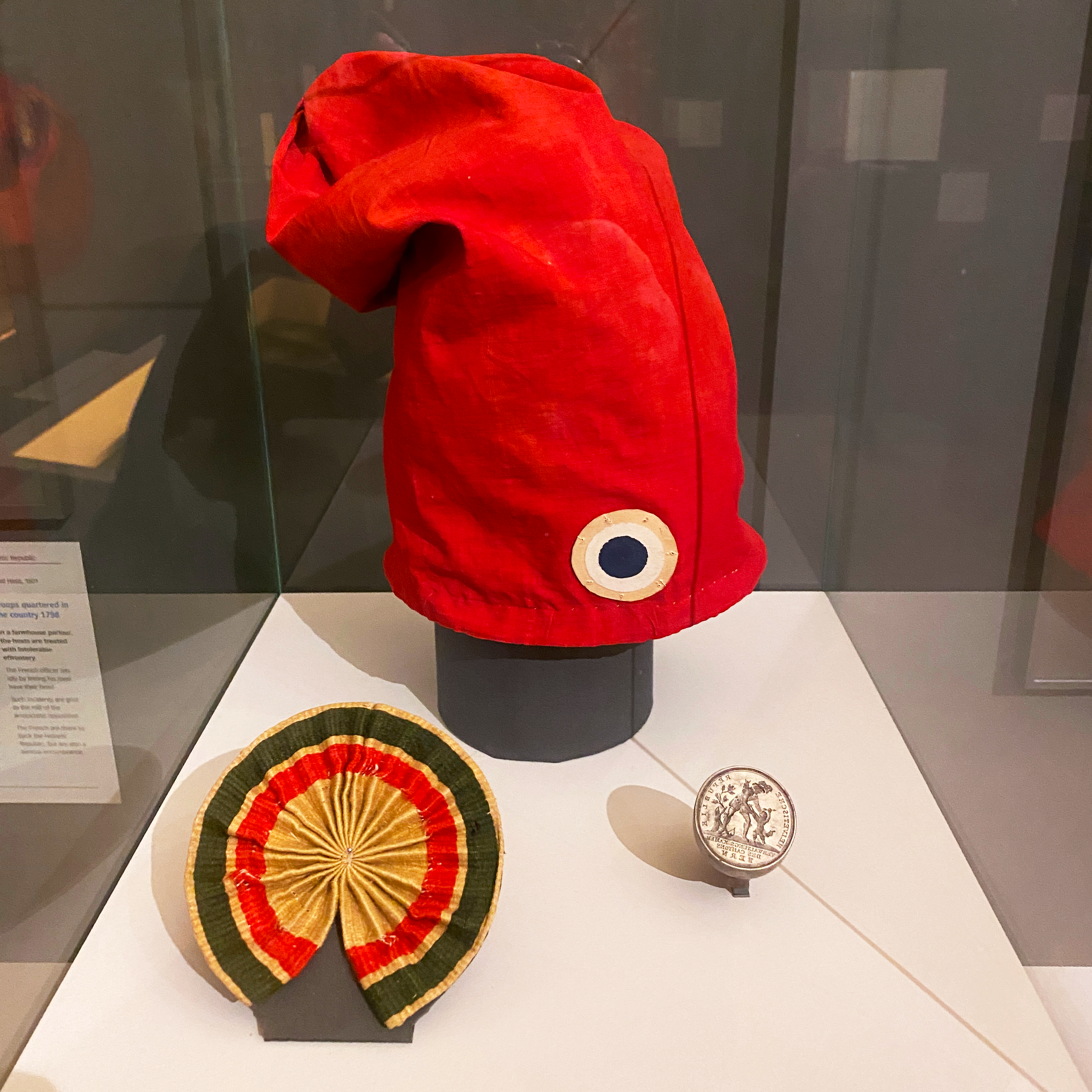
Frýžská čapka, kokarda a pečetítko z Helvétské republiky

Někteří švýcarští státní příslušníci, jako Frédéric-César de La Harpe z těchto důvodů vyzvali k francouzské intervenci. Francouzská invaze probíhala převážně pokojně, protože švýcarský lid nereagoval na výzvy svých politiků, aby se chopil zbraní.
Dne 12. dubna 1798 vyhlásilo 121 kantonálních poslanců Helvétskou republiku, „jednu a nedělitelnou“. 14. dubna 1798 bylo v kantonu Curych svoláno kantonální shromáždění, ale většina politiků z předchozího shromáždění byla znovu zvolena. Nový režim zrušil kantonální svrchovanost a feudální práva. Okupační síly vytvořily centralizovaný stát založený na myšlenkách Francouzské revoluce. 
Mnozí švýcarští občané těmto „progresivním“ myšlenkám odolávali, zejména v centrálních oblastech země. Některé kontroverznější aspekty nového režimu omezovaly svobodu uctívání, což pobouřilo mnoho oddanějších občanů.
V reakci na to kantony Uri, Schwyz a Nidwalden vytvořily armádu asi 10 000 mužů vedenou Aloisem von Redingem, která měla bojovat proti Francouzům. Tato armáda byla rozmístěna podél obranné linie od Napfu (hora mezi kantony Bern a Lucern po Rapperswil. Reding obléhal Francouzi ovládaný Lucern a pochodoval přes průsmyk Brünig do Berner Oberlandu, aby podpořil armády Bernu. Ve stejné době opustil francouzský generál Alexis Balthazar Henri de Schauenburg okupovaný Curych, aby zaútočil na Zug, Lucern a Sattelův průsmyk. I když Redingova armáda zvítězila u Rothenthurmu a Morgartenu, Schauenburgovo vítězství poblíž Sattelu mu umožnilo ohrozit město Schwyz. Dne 4. května 1798 městská rada Schwyzu kapitulovala.
13. května 1798 se Reding a Schauenburg dohodli na příměří, jehož podmínky zahrnovaly sloučení povstaleckých kantonů do jediného, což omezilo jejich účinnost v ústřední vládě. Nicméně, Francouzi nedodrželi své sliby o dodržování náboženských záležitostí; o rok dříve vzniklo v Nidwaldenu další povstání, které úřady rozdrtily, některá města a vesnice vypálily francouzské jednotky.

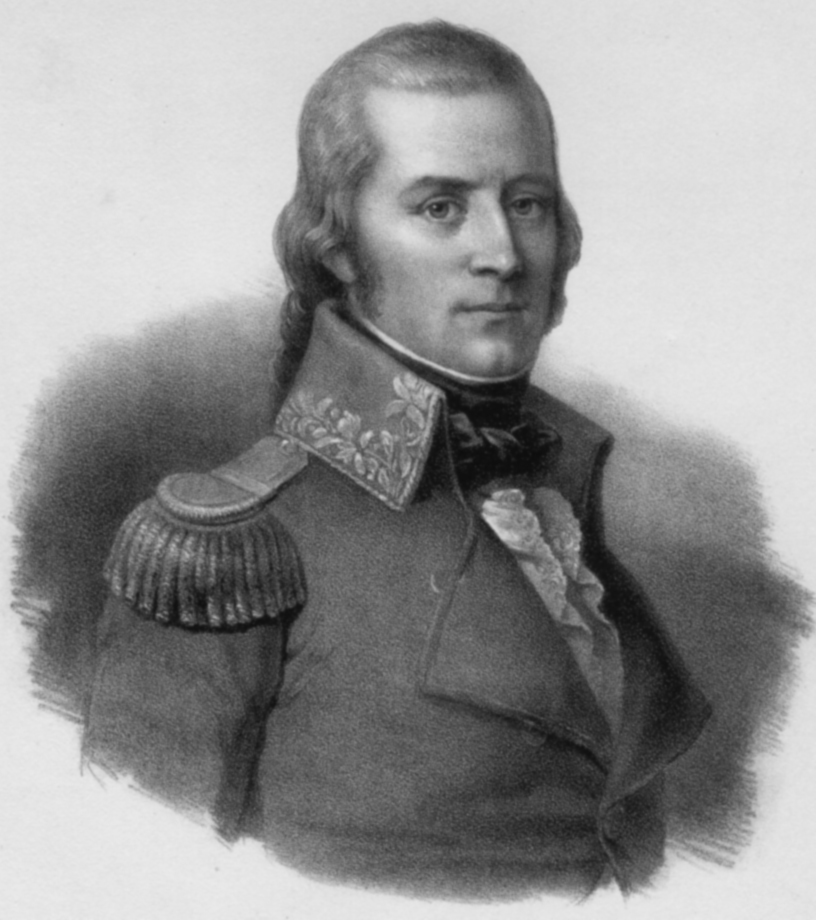
Alois von Reding vedl středošvýcarská vojska proti Francouzům

Žádná obecná dohoda o budoucnosti Švýcarska neexistovala. Vedoucí skupiny se rozdělily na unitáře, kteří chtěli jednotnou republiku, a federalisty, kteří reprezentovali starou aristokracii a požadovali návrat ke kantonální suverenitě. Pokusy o převrat se stávaly častými a nový režim se musel spoléhat na přežití Francouzů v zemi. Okupační síly navíc trvaly na tom, aby ubytování a stravu vojáků platilo místní obyvatelstvo, což vysávalo ekonomiku. Smlouva o spojenectví z 19. srpna s Francií, potvrdila francouzskou anexi basilejského knížecího biskupství a uvalila francouzská práva na Horní Rýn a Simplonský průsmyk (ze zřejmých strategických důvodů vůči Německu a Itálii); smlouva rovněž porušila tradici neutrality zavedenou Konfederací. To vše ztěžovalo nastolení nového fungujícího státu.
V roce 1799 se Švýcarsko stalo virtuální bitevní zónou mezi Francouzi, Rakouské, a Císařské Ruské armády, s místními podporovat hlavně poslední dva, odmítají výzvy k boji s francouzskými armádami ve jménu Helvétské republiky.[ujasnit]
Nestabilita v republice dosáhla svého vrcholu v letech 1802-1803, což zahrnovalo povstání Bourla-papey[ujasnit] a občanskou válku v Stecklikriegu v roce 1802. Do té doby vzniknul dluh 12 milionů franků, který začal s přebytkem 6 milionů franků. To spolu s místním odporem způsobilo kolaps Helvétické republiky a její vláda se uchýlila do Lausanne.
V té době, Napoleon Bonaparte, tehdejší první francouzský konzul, svolal do Paříže zástupce obou stran, aby vyjednali řešení. Ačkoliv zástupci federalistů tvořili na dohodovací konferenci menšinu, známou jako „Helvétická konzulta“, Bonaparte charakterizoval Švýcarsko jako federální „od přírody“ a považoval za nemoudré nutit tuto zemi do jakéhokoli jiného ústavního rámce. 
19. února 1803 byly kantony obnoveny zákonem o mediaci. Se zrušením centralizovaného státu se Švýcarsko opět stalo konfederací.